# Pont-l’Évêque (Oise)
Pont-l’Évêque település Franciaországban, Oise megyében. Lakosainak száma 671 fő (2022. január 1.). Pont-l’Évêque Noyon, Passel és Sempigny községekkel határos.

## Népesség
A település népességének változása:
| Lakosok száma | 689  | 669  | 677  | 672  | 677  | 681  | 679  | 675  | 671  |
|               | 2013 | 2015 | 2016 | 2017 | 2018 | 2019 | 2020 | 2021 | 2022 |